# Il circolo della fortuna e della felicità
Il circolo della fortuna e della felicità (The Joy Luck Club) è un film del 1993 diretto da Wayne Wang, tratto dall'omonimo romanzo di Amy Tan.

## Trama
Quattro anziane donne cinesi, tutte immigrate negli Stati Uniti, vivono a San Francisco e si incontrano regolarmente per giocare a mahjong, mangiare, e raccontare storie. Ognuna di queste donne ha figlie cinese-americane adulte. Il film rivela il passato nascosto delle donne più anziane ed esplora conflitti culturali e rapporti tra madri e figlie. Il film è strutturato come una serie di vignette raccontato dal punto di vista delle differenti donne.

## Distribuzione
In Italia il film è uscito il 25 febbraio 1994 ed è stato trasmesso per la prima volta in chiaro il 18 agosto 1997 su Rai 2.

## Accoglienza
Nel 2020 il film è stato scelto per la conservazione nel National Film Registry della Biblioteca del Congresso degli Stati Uniti